# Al Green Is Love
Al Green Is Love är ett musikalbum av Al Green som utgavs 1975 av skivbolaget Hi Records. Det var hans nionde studioalbum och kom inte att bli riktigt lika framgångsrikt och uppmärksammat som hans föregående skivor. Låten "L-O-V-E (Love)" blev en mindre hitsingel i både USA och Storbritannien. Albumet nådde plats 28 på Billboard 200-listan.

## Låtlista
1. "L-O-V-E (Love)" (Al Green, Willie Mitchell, Mabon "Teenie" Hodges) – 3:09
2. "Rhymes" (Green, Mabon "Teenie" Hodges) – 3:36
3. "The Love Sermon" (Green, Willie Mitchell, Earl Randle) – 6:34
4. "There Is Love" (Willie Mitchell, Lawrence Seymore, Yvonne Mitchell) – 3:04
5. "Could I Be the One?" (Green, Willie Mitchell, Ann Mitchell) – 4:06
6. "Love Ritual" (Green) – 4:19
7. "I Didn't Know" (Green) – 7:46
8. "Oh Me, Oh My (Dreams in My Arms)" (Green, Willie Mitchell, Mabon "Teenie" Hodges) – 2:48
9. "I Gotta Be More (Take Me Higher)" (Green) – 2:45
10. "I Wish You Were Here" (Willie Mitchell) – 3:18